# Folivora
I Folivori (Folivora Delsuc, Catzeflis, Stanhope, e Douzery, 2001), detti anche Fillofagi (Phyllophaga), sono un sottordine di mammiferi, i cui rappresentanti attuali sono i bradipi.

## Sistematica
Il sottordine contiene 6 specie viventi, raggruppate in due generi e due famiglie, oltre a varie famiglie estinte:
- Sottordine Folivora
  - Famiglia Megalonychidae
    - Genere Choloepus
      - Choloepus didactylus - bradipo didattilo
      - Choloepus hoffmanni - colepo di Hoffmann

  - Famiglia Bradypodidae
    - Genere Bradypus
      - Bradypus pygmaeus - bradipo pigmeo
      - Bradypus torquatus - bradipo dal cappuccio
      - Bradypus tridactylus - bradipo tridattilo
      - Bradypus variegatus - bradipo variegato

  - Famiglia † Scelidotheriidae
  - Famiglia † Mylodontidae
  - Famiglia † Megatheriidae
  - Famiglia † Rathymotheriidae
  - Famiglia † Orophodontidae ?
    - Genere † Octodontotherium ?
    - Genere † Orophodon

  - Famiglia † Nothrotheriidae
    - Genere † Thalassocnus
    - Sottofamiglia † Nothrotheriinae
      - Genere † Mcdonaldocnus
      - Genere † Nothrotheriops
      - Genere † Nothrotherium

### Evoluzione

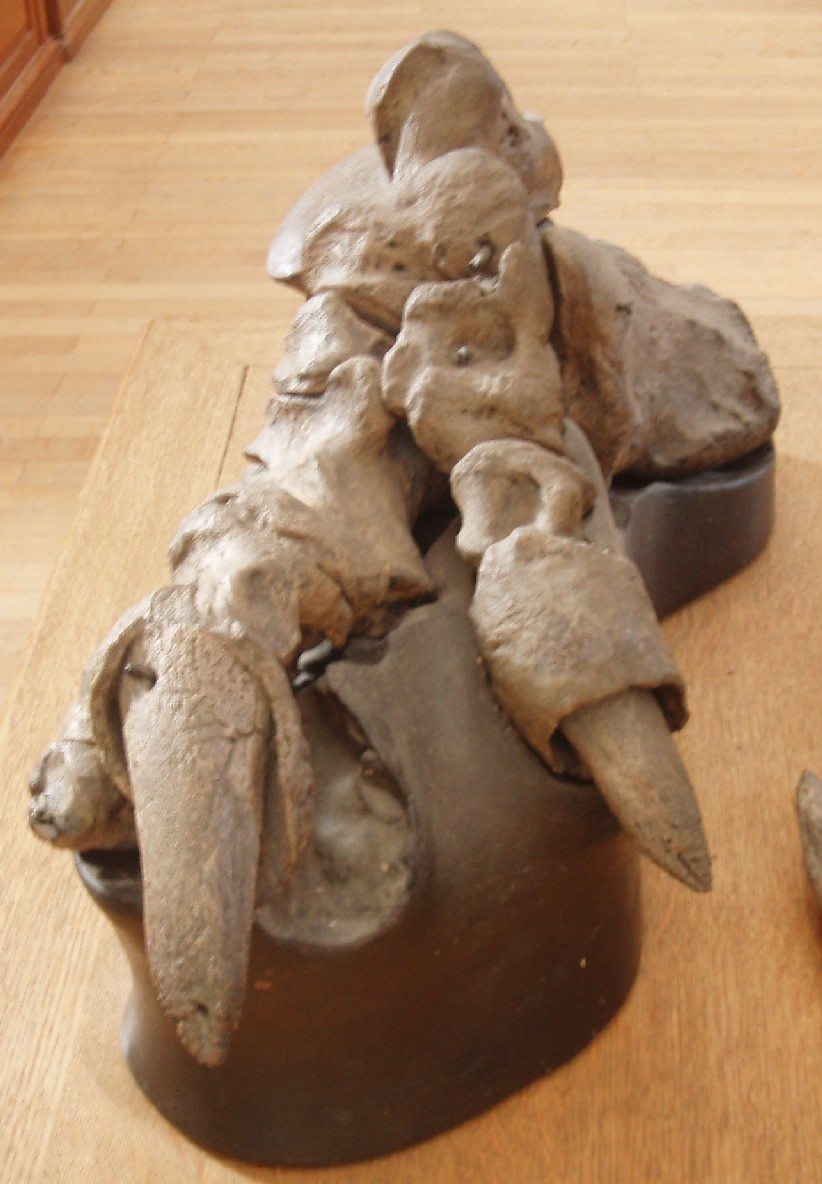
Zampa posteriore del milodonte Lestodon armatus

I fillofagi hanno avuto un grandissimo sviluppo durante il Miocene e il Pliocene. Una forma primitiva di incerta collocazione sistematica, Pseudoglyptodon, è nota in terreni dell'Eocene superiore (circa 35 milioni di anni fa). Quasi tutte le forme appartenenti a questo sottordine sono caratterizzate da una corporatura robusta, un bacino allargato e un muso corto e alto. L'infraordine dei milodonti (Mylodonta) è caratterizzato da forme che si nutrivano più che altro di erba, perciò il nome fillofagi ("mangiatori di foglie") non è adeguato per questi animali. I milodonti erano animali di grande statura e forme generalmente pesanti, anche se alcune forme, come Scelidotherium, erano dotate di un cranio sottile e allungato. Verso la fine del Miocene, ancor prima della formazione dell'istmo di Panama che permetteva gli scambi faunistici tra Nordamerica e Sudamerica, alcuni milodonti (Thinobadistes) migrarono verso nord tramite island hopping e diedero origine a una linea che si estinse solo alla fine del Pleistocene (ad esempio Glossotherium e Paramylodon). Sembra che in Sudamerica alcuni di questi animali, come Mylodon, venissero tenuti in cattività dagli uomini preistorici e imprigionati in caverne come vere e proprie riserve di cibo. 

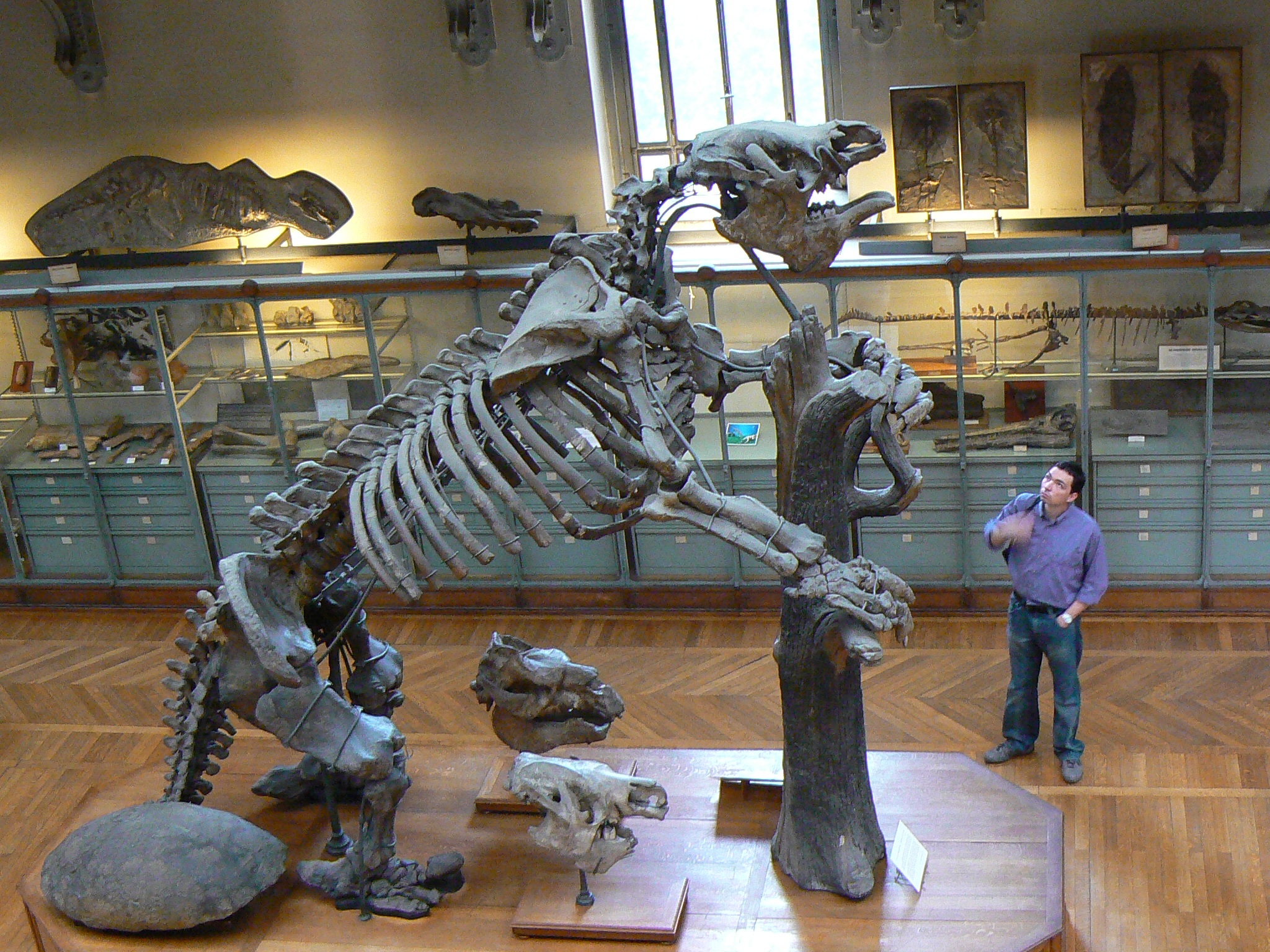
Scheletro di Megatherium americanum

L'infraordine dei megateri (Megatheria), noti anche come tardigradi (Tardigrada), comprende invece esclusivamente forme che si nutrivano di foglie, e possiedono un tipo di dentatura decisamente diversa da quella dei milodonti. Le forme primitive, come Hapalops e Planops del Miocene inferiore e medio, non superavano la taglia di un cane, ma i generi più evoluti, come Megatherium ed Eremotherium potevano superare i sei metri di lunghezza, ed erano i più grandi animali del loro habitat. Come per i milodontidi, anche i megateri migrarono già alla fine del Miocene in Nordamerica (Pliometanastes). La famiglia dei megateridi (Megatheriidae), in particolare, portò all'estremo le specializzazioni per la vita nelle pianure, come l'aumento di dimensioni. Alcuni generi, come Nothrotheriops, rimasero relativamente piccoli, mentre altri, come Thalassocnus, si specializzarono insolitamente per la vita acquatica. La famiglia dei megalonichidi (Megalonychidae) comprende una serie di forme di grosse dimensioni, come Megalonyx, e una serie di altri generi che, ancora nel Miocene inferiore (circa 20 milioni di anni fa, migrarono nelle isole caraibiche (ad es. Megalocnus) e ridussero le loro dimensioni, divenendo animali arboricoli. L'attuale bradipo didattilo (Choloepus) è strettamente imparentato con queste ultime forme. I bradipi tridattili (Bradypus), invece, non hanno un'origine chiara, anche se sicuramente appartengono all'infraordine dei tardigradi.

## Biologia

### Fisiologia
I bradipi hanno la visione dei colori, ma la loro acutezza visiva è bassa. Hanno anche un udito scarso. Per questo si affidano all'olfatto e al tatto per trovare il cibo.
I peli esterni della pelliccia di un bradipo crescono in direzione opposta a quella degli altri mammiferi. Nella maggior parte dei mammiferi i peli crescono verso gli arti, ma poiché i bradipi trascorrono molto tempo tenendo gli arti sopra il corpo, i loro peli crescono lontano dagli arti per proteggersi dalle intemperie mentre sono appesi a testa in giù. Nella maggior parte dei casi, la pelliccia contiene alghe simbiotiche che forniscono una mimetizzazione contro i giaguari, gli ocelot e le aquile arpie.

### Dieta
I bradipi a due dita sono onnivori e si nutrono di insetti, carogne, frutta, foglie e piccole lucertole, coprendo un'area fino a 140 ettari (350 acri). D'altra parte, i bradipi a tre dita sono quasi esclusivamente erbivori (mangiatori di piante) e si nutrono delle foglie di pochi alberi, e nessun altro mammifero digerisce il cibo così lentamente. 

### Riproduzione
I bradipi tridattili con gola chiara e marrone si accoppiano stagionalmente, mentre il bradipo tridattilo con criniera si riproduce in qualsiasi periodo dell'anno. Attualmente non si sa nulla sulla riproduzione dei bradipi nani a tre dita. C'è un solo vitello per cucciolata, dopo sei mesi di gestazione negli animali a tre dita e 12 mesi in quelli a due dita. I cuccioli restano con la madre per circa cinque mesi. In alcuni casi, i giovani bradipi muoiono per le cadute perché le madri non sono disposte a lasciare la sicurezza degli alberi per recuperare i loro cuccioli. Le femmine partoriscono di solito un vitello all'anno, ma a volte, a causa della scarsa mobilità dei bradipi, le femmine non riescono a trovare i maschi per più di un anno. I bradipi non hanno un dimorfismo sessuale pronunciato e alcuni zoo hanno ricevuto bradipi del sesso sbagliato.